# Kodicheruvu, Srinivaspur
Kodicheruvu là một làng thuộc tehsil Srinivaspur, huyện Kolar, bang Karnataka, Ấn Độ.